# 不會停止的Jingle Bell
《不會停止的Jingle Bell》（日语：ジングルベルがとまらない）是Aqours的单曲，于2016年11月23日由Lantis发行。

## 概况
手机游戏《Love Live! 学园偶像祭》联动单曲，也是Aqours第一首手游联动单曲，于2016年10月31日在日服游戏中先行配信。单曲推出了真人版电视广告（共9种），这也是Aqours首个真人电视广告。
初回限定版附赠Aqours圣诞节主题人物卡片一张（共9种）以及2016年12月27日在日本东京豐洲PIT举行的小型演唱会的抽选券；此外在特定店铺内购买CD还可以获得限定特典，不同店铺对应不同种类特典。
单曲发行首日，登上Oricon公信榜日榜第三位；当周以约4.4万张的销量位列第三名及动画单曲销量第一名。

## 收录曲目
收录内容中Vocal曲以粗体表示，标记▲符号的是广播剧。括号中的中文翻译仅供参考，并非官方翻译。
1. （不會停止的Jingle Bell）
  - 作詞：畑亚贵，作曲：光増基（日语：光増ハジメ），編曲：EFFY
2. （圣日的祈祷）
  - 作詞：畑亞貴，作曲：田中俊亮（日语：田中俊亮），編曲：田中俊亮、伊藤賢（日语：伊藤賢）
3. （Off vocal）
4. ▲（菜刀人露比）
5. ▲（无仁义之装饰）
6. ▲（战场上的聖誕快樂）
7. ▲（真正的聖誕派对）